# Syktyvkar
Syktyvkar (tiếng Nga: Сыктывкар, tiếng Komi: Сыктывкар) là một thành phố ở Nga, thủ phủ của Cộng hòa Komi. Dân số là 230.011 theo điều tra năm 2002.

## Tên gọi
Tên hiện tại của thành phố bắt nguồn từ Syktyv, tên tiếng Komi của sông Sysola, ghép với kar, có nghĩa là "thành phố".

## Lịch sử
Thành phố được thành lập vào năm 1586 với tên gọi Ust-Sysola. Nó được Catherine Đại đế cấp địa vị thành phố vào năm 1780. Đến năm 1992, nó trở thành thủ phủ của Cộng hòa Komi. Một lượng lớn người Nga di cư đến thành phố này đã khiến người Komi trở thành thiểu số.
Dân cư tại Syktyvkar chủ yếu thương nhân và nông dân. Nghề nghiệp chính của cư dân là làm nông, chăn nuôi gia súc, săn bắn, đánh cá và buôn bán.
Đến đầu thế kỷ 20, dân số thành phố là 6.000 người. Chính phủ Nga hoàng đã biến khu vực này thành nơi lưu đày tù nhân chính trị.
Năm 1921, Ust-Sysolsk trở thanh trung tâm hành chính của Tỉnh tự trị Komi-Zyrya mới được thành lập. Nó được đổi tên thành Syktyvkar, có nghĩa là "thành phố trên sông Sysola" trong tiếng Komi, vào năm 1930. Năm 1936, Syktyvkar trở thành thủ đô của Cộng hòa xã hội chủ nghĩa Xô viết tự trị Komi.

## Địa vị hành chính
Trong khuôn khổ của các đơn vị hành chính, Thành phố trực thuộc nước cộng hòa Syktyvkar bao gồm Syktyvkar cùng với 3 khu dân cư nhỏ hơn. Đây là một đơn vị hành chính có địa vị ngang bằng với các huyện. Là một đơn vị đô thị, Thành phố trực thuộc nước cộng hòa Syktyvkar được hợp thành Okrug đô thị Syktyvkar.

## Địa lý
Syktyvkar nằm trên sông Sysola, là nguồn gốc của tên cũ Ust-Sysolsk. Thành phố nằm gần nơi dòng Sysola hợp lưu với sông Vychegda lớn hơn, một nhánh của Bắc Dvina.

### Khí hậu
Syktyvkar có khí hậu cận Bắc Cực (phân loại khí hậu Köppen Dfc) với mùa đông dài và lạnh còn mùa hè ngắn và ấm áp. So với các khu vực cùng vĩ độ ở Siberia, mùa đông tại đây ít khắc nghiệt hơn, nhưng vẫn dài hơn nhiều so với mùa hè.
| Dữ liệu khí hậu của Syktyvkar, 1981–2010 | Dữ liệu khí hậu của Syktyvkar, 1981–2010 | Dữ liệu khí hậu của Syktyvkar, 1981–2010 | Dữ liệu khí hậu của Syktyvkar, 1981–2010 | Dữ liệu khí hậu của Syktyvkar, 1981–2010 | Dữ liệu khí hậu của Syktyvkar, 1981–2010 | Dữ liệu khí hậu của Syktyvkar, 1981–2010 | Dữ liệu khí hậu của Syktyvkar, 1981–2010 | Dữ liệu khí hậu của Syktyvkar, 1981–2010 | Dữ liệu khí hậu của Syktyvkar, 1981–2010 | Dữ liệu khí hậu của Syktyvkar, 1981–2010 | Dữ liệu khí hậu của Syktyvkar, 1981–2010 | Dữ liệu khí hậu của Syktyvkar, 1981–2010 | Dữ liệu khí hậu của Syktyvkar, 1981–2010 |
| Tháng                                    | 1                                        | 2                                        | 3                                        | 4                                        | 5                                        | 6                                        | 7                                        | 8                                        | 9                                        | 10                                       | 11                                       | 12                                       | Năm                                      |
| ---------------------------------------- | ---------------------------------------- | ---------------------------------------- | ---------------------------------------- | ---------------------------------------- | ---------------------------------------- | ---------------------------------------- | ---------------------------------------- | ---------------------------------------- | ---------------------------------------- | ---------------------------------------- | ---------------------------------------- | ---------------------------------------- | ---------------------------------------- |
| Cao kỉ lục °C (°F)                       | 3.8 (38.8)                               | 5.3 (41.5)                               | 13.2 (55.8)                              | 26.7 (80.1)                              | 31.8 (89.2)                              | 35.3 (95.5)                              | 34.4 (93.9)                              | 34.6 (94.3)                              | 27.5 (81.5)                              | 20.4 (68.7)                              | 10.6 (51.1)                              | 5.2 (41.4)                               | 35.3 (95.5)                              |
| Trung bình ngày tối đa °C (°F)           | −10.8 (12.6)                             | −8.6 (16.5)                              | −0.5 (31.1)                              | 7.0 (44.6)                               | 14.6 (58.3)                              | 20.6 (69.1)                              | 23.1 (73.6)                              | 18.8 (65.8)                              | 12.3 (54.1)                              | 4.3 (39.7)                               | −4.3 (24.3)                              | −8.6 (16.5)                              | 5.7 (42.3)                               |
| Trung bình ngày °C (°F)                  | −14.2 (6.4)                              | −12.4 (9.7)                              | −5.1 (22.8)                              | 1.8 (35.2)                               | 8.5 (47.3)                               | 14.8 (58.6)                              | 17.5 (63.5)                              | 13.7 (56.7)                              | 8.1 (46.6)                               | 1.7 (35.1)                               | −6.8 (19.8)                              | −11.7 (10.9)                             | 1.3 (34.3)                               |
| Tối thiểu trung bình ngày °C (°F)        | −17.8 (0.0)                              | −16.1 (3.0)                              | −9.3 (15.3)                              | −2.8 (27.0)                              | 3.3 (37.9)                               | 9.4 (48.9)                               | 12.3 (54.1)                              | 9.4 (48.9)                               | 4.7 (40.5)                               | −0.6 (30.9)                              | −9.5 (14.9)                              | −14.9 (5.2)                              | −2.7 (27.1)                              |
| Thấp kỉ lục °C (°F)                      | −46.6 (−51.9)                            | −45.4 (−49.7)                            | −38.8 (−37.8)                            | −27.3 (−17.1)                            | −15.0 (5.0)                              | −5.0 (23.0)                              | −0.3 (31.5)                              | −2.1 (28.2)                              | −8.6 (16.5)                              | −29.6 (−21.3)                            | −43.5 (−46.3)                            | −46.0 (−50.8)                            | −46.6 (−51.9)                            |
| Lượng Giáng thủy trung bình mm (inches)  | 41 (1.6)                                 | 31 (1.2)                                 | 31 (1.2)                                 | 33 (1.3)                                 | 48 (1.9)                                 | 74 (2.9)                                 | 74 (2.9)                                 | 75 (3.0)                                 | 57 (2.2)                                 | 59 (2.3)                                 | 52 (2.0)                                 | 46 (1.8)                                 | 620 (24.4)                               |
| Số ngày mưa trung bình                   | 4                                        | 3                                        | 5                                        | 13                                       | 19                                       | 19                                       | 19                                       | 21                                       | 23                                       | 19                                       | 8                                        | 6                                        | 159                                      |
| Số ngày tuyết rơi trung bình             | 28                                       | 26                                       | 23                                       | 14                                       | 6                                        | 1                                        | 0                                        | 0.1                                      | 3                                        | 16                                       | 26                                       | 28                                       | 171                                      |
| Độ ẩm tương đối trung bình (%)           | 83                                       | 81                                       | 75                                       | 67                                       | 64                                       | 68                                       | 73                                       | 79                                       | 84                                       | 86                                       | 86                                       | 84                                       | 78                                       |
| Số giờ nắng trung bình tháng             | 20                                       | 64                                       | 125                                      | 185                                      | 254                                      | 278                                      | 278                                      | 200                                      | 103                                      | 49                                       | 22                                       | 9                                        | 1.587                                    |
| Nguồn 1: Погода и Климат                 |                                          |                                          |                                          |                                          |                                          |                                          |                                          |                                          |                                          |                                          |                                          |                                          |                                          |
| Nguồn 2: NOAA (1961–1990)                |                                          |                                          |                                          |                                          |                                          |                                          |                                          |                                          |                                          |                                          |                                          |                                          |                                          |

## Kinh tế
Người dân có thể di chuyển trên sông Sysola, Vychegda và Bắc Dvina. Đây là những tuyến đường vận chuyển lâm sản chính từ Syktyvkar. Chế biến gỗ và làm đồ thủ công mỹ nghệ là những ngành công nghiệp quan trọng của thành phố.
Trước đây công ty Komiinteravia có trụ sở chính tại Syktyvkar.

### Giao thông
Thành phố có sân bay Syktyvkar và sân bay Tây nam Syktyvkar. Đô thị này cũng có một nhà ga xe lửa. Syktyvkar là điểm cuối của tuyến đường R176 (Đường cao tốc Vyatka).

## Văn hóa và giáo dục
Syktyvkar là trung tâm văn hóa của nước cộng hòa. Bảo tàng lâu đời nhất của Cộng hòa Komi được thành lập tại đây vào năm 1911. Ngày nay, đây là viện Bảo tàng Tưởng niệm Văn học của Ivan Kuratov và Bảo tàng Viktor Savin.
Phòng trưng bày Quốc gia được thành lập tại Syktyvkar vào năm 1943. Nơi đây tổ chức các cuộc triển lãm từ các bảo tàng khác nhau trên toàn quốc.
Năm 1930 Victor Savin, một nhà thơ, nhà viết kịch, nhà quản lý sân khấu và diễn viên, đã thành lập nhà hát kịch của Cộng hòa Komi mang tên chính ông. Nhà hát này tổ chức các vở kịch của Nicolai Diakonov, Vasili Lecanov, Alexandre Larev và nhiều nhà viết kịch khác.
Nhà hát Opera và Ballet ở Syktyvkar bắt đầu được thành lập vào năm 1958.
Thư viện Quốc gia Syktyvkar có 2,5 triệu đầu sách, bao gồm sách bằng tiếng Nga, tiếng nước ngoài và tiếng Komi.
Đại học Quốc gia Syktyvkar được thành lập vào năm 1972. Cơ sở này có hơn 3.500 sinh viên và 250 giảng viên.
Dàn nhạc dân gian "Asya Kya" của thành phố đã đại diện cho Cộng hòa Komi trong các lễ hội quốc gia và quốc tế.
Một trong những ban nhạc progressive rock lâu đời nhất của Nga, "The Gourishankar", được thành lập tại Syktyvkar vào năm 2001.

## Liên kết
- Website of Syktyvkar: news, events, articles, forum, photogallery of Syktyvkar Lưu trữ ngày 30 tháng 3 năm 2018 tại Wayback Machine (tiếng Nga)
- Syktyvkar. History (tiếng Nga)
- Syktyvkar city sceneries (tiếng Anh)

Bản mẫu:Russian republics capitals
Bản mẫu:Cities and towns in the Komi Republic